# Internet in Russia

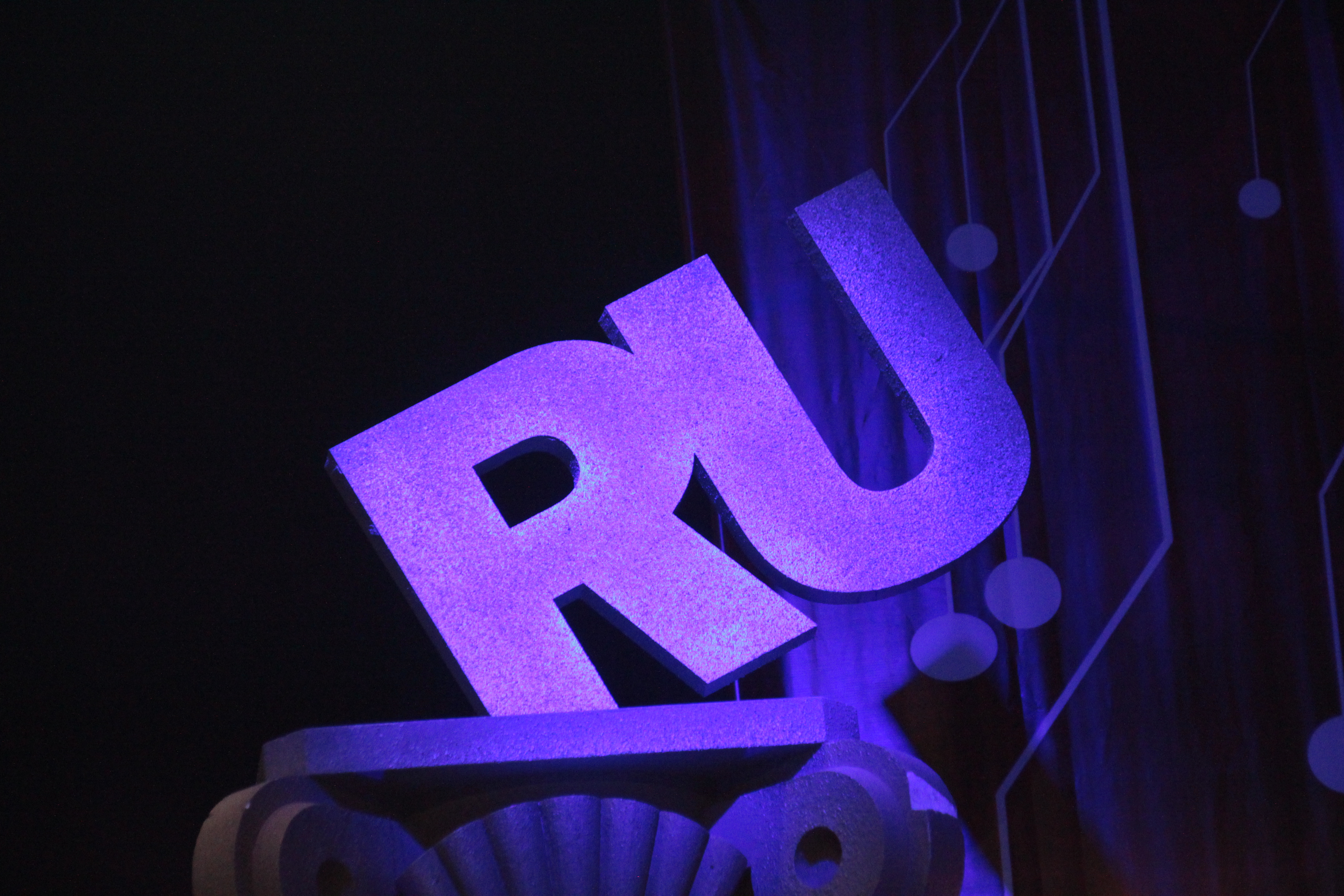
Logo di Runet nella cerimonia del Premio Runet del 2009

Attualmente l'accesso a Internet in Russia è disponibile per aziende e utenti privati in varie forme, tra cui dial-up, cablata DOCSIS, DSL, FTTH, mobile, wireless e satellite.
Nel settembre 2011, la Russia ha superato la Germania come il mercato europeo con il maggior numero di visitatori unici on-line.

## Storia
Retrospettivamente, "rete" dei "dati" in lingua russa può essere ricondotta alla diffusione della posta elettronica e del giornalismo in Russia, e il trasferimento di informazioni mediante dispositivi tecnici importati in Russia con il telegrafo e la radio (inoltre, un romanzo di fantascienza del 1837 Anno 4338, del filosofo russo del XIX secolo, Vladimir Odoevskij, contiene previsioni come "case di amici sono collegate per mezzo di telegrafi magnetici che permettono alle persone che vivono distanti tra loro di parlare gli uni con gli altri" e "riviste per la casa" "che hanno sostituito la regolare corrispondenza" con "informazioni sulla salute buona o cattiva dei padroni di casa, notizie della famiglia, vari pensieri e commenti, piccole invenzioni, così come gli inviti").

## Uso di massa

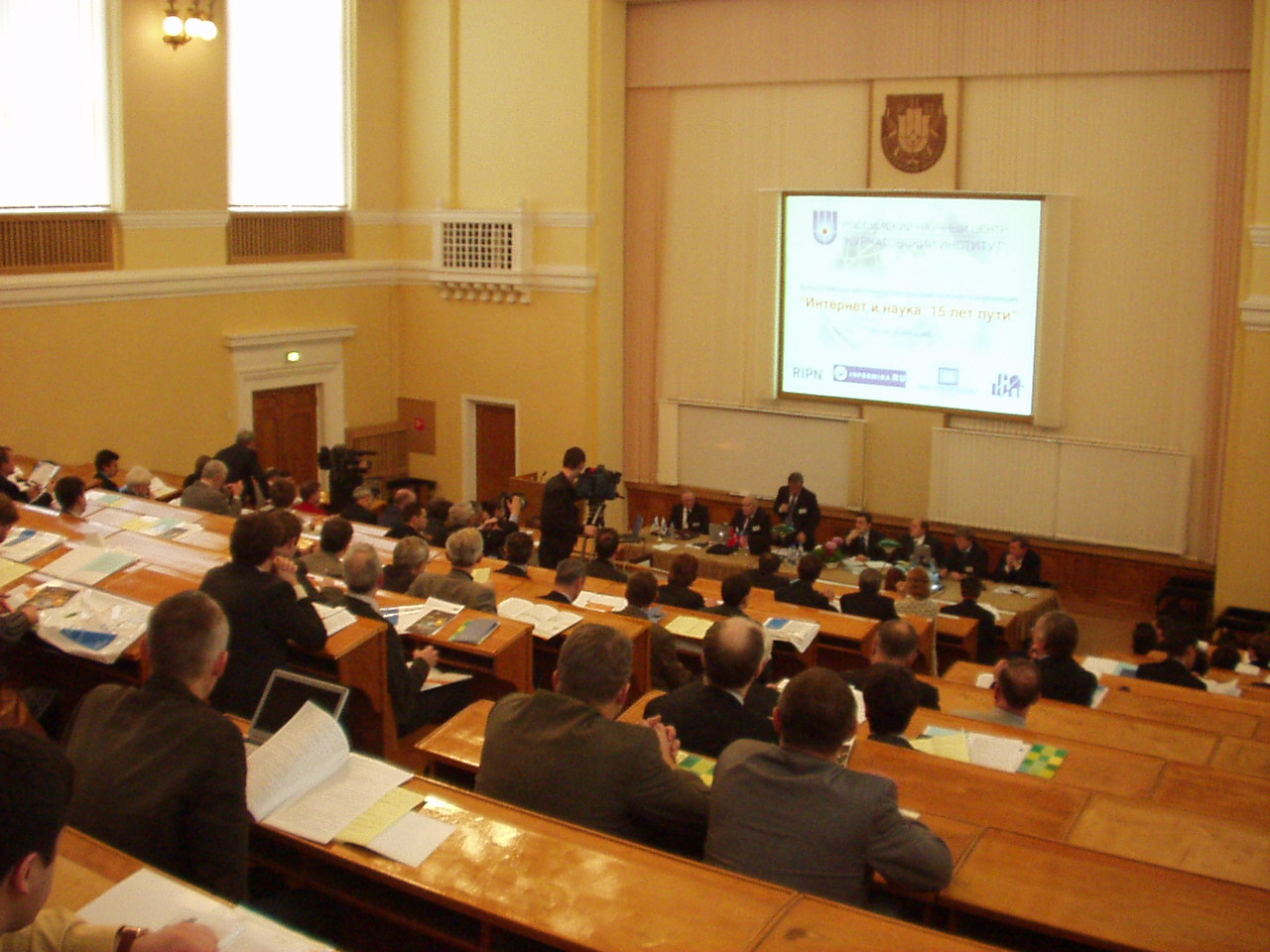
Conferenza "Internet e Scienza: 15 anni dalla partenza" nel Kurchatov Institute il 10 novembre 2005

Nel 1990-1991 la rete di Relcom era in rapida espansione, si unì a EUnet ed è stata utilizzata per diffondere notizie circa il tentativo di Colpo di stato sovietico del 1991 in tutto il mondo, mentre sabotatori delle comunicazioni attraverso il KGB stavano cercando di reprimere le attività dei mass-media sul tema. Dopo la caduta dell'URSS molte strutture ex sovietiche controllate dallo Stato sono state ereditate dalla Federazione Russa, le estese reti telefoniche tra loro. Con la trasformazione dell'economia russa, basata sull'economia di mercato, le industrie delle telecomunicazioni market-based sono cresciute rapidamente; sono comparsi vari ISP.

## Linguaggio Internet in Russia
La cultura Internet russa ha assistito ad una crescita esplosiva di cacografie in lingua russa di tipo particolare, sistematico, vedi gli articoli Padonki e Udaff. Un modo di corruzione è la trascrizione fonetica delle parole russe, vale a dire, un modo esagerato di sbagliare in maniera "naturale", ad esempio, Ниасилил (Niasilil) – "non affrontare (da leggere per intero)" (spelling corretto: не осилил, ne osilil), una tipica risposta ad un messaggio lungo e/o noioso. Un altro modo è una grottesca ipercorrezione: la parola è scritta in modo tale che, quando si pronuncia, suona in modo corretto. Un esempio è in internet russo meme Preved, che si pronuncia e si propone di dire, privet, vale a dire, "ciao" o "hi" ("hello"). Nel 2005 il filologo Gasan Guseinov ha suggerito il neologismo Эрратив (errativ, dall'inglese  "errative", cioè "erratico") per indicare il fenomeno.

## Popolazione

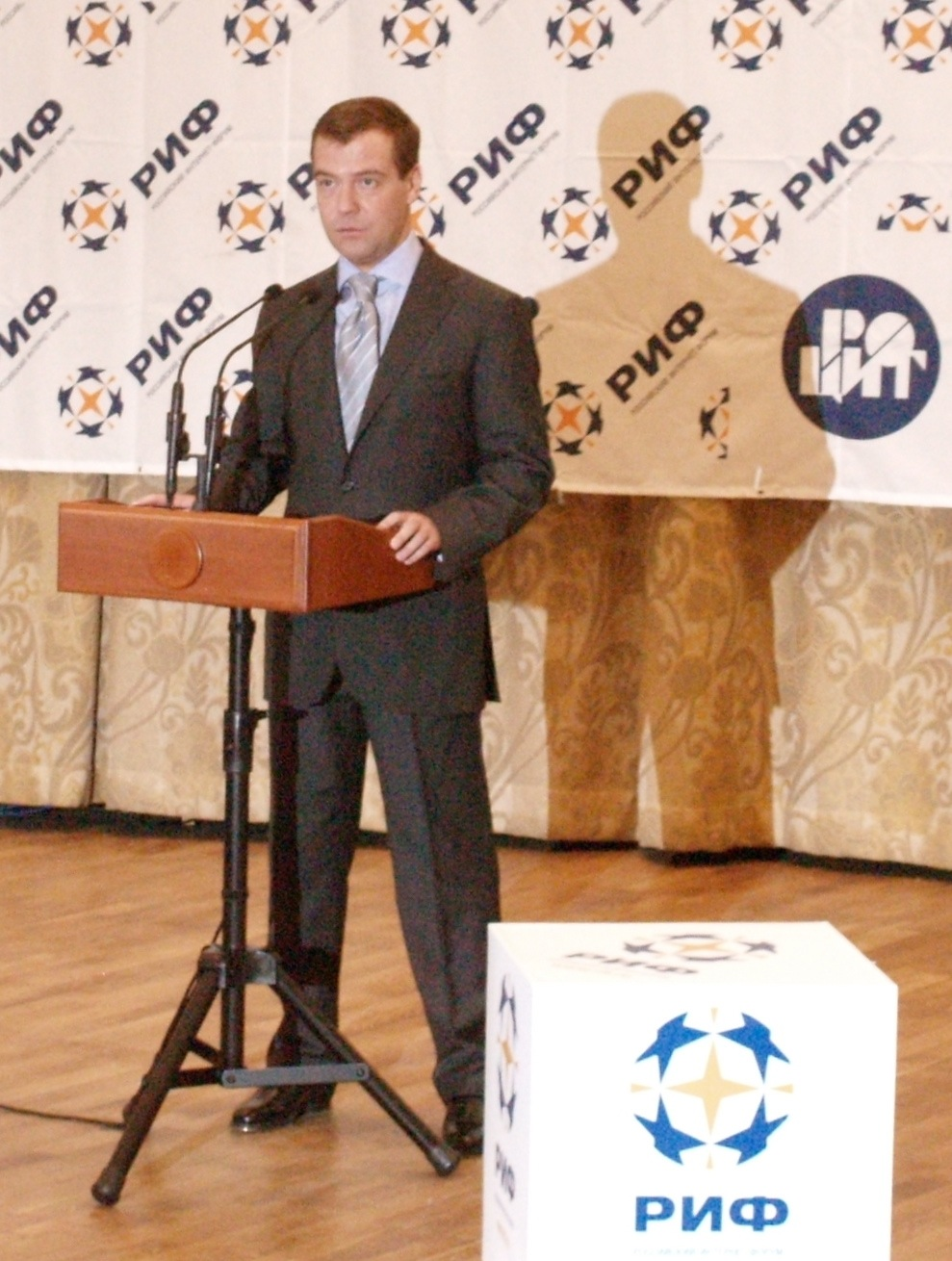
Dmitrij Medvedev inaugura il Russian Internet Forum-2008

La fondazione pubblica "Public Opinion Foundation" FOM (ФОМ) nel marzo 2007 ha pubblicato una relazione dove si trova che 28 milioni di persone maggiori di 18 anni in Russia (il 25%) aveva usato internet negli ultimi sei mesi (utenti mensili 23,9/21%; giornalieri 10.1/9%). Nel novembre 2006 TNS Gallup Media in un rapporto chiamato da alcune fonti "first quality Internet audience research in Russia" indica una audience pubblica mensile russa a più di 15 milioni. Il progetto di monitoraggio Rukv.ru rileva 1,001,806 indirizzi WWW corrispondenti all'interno dei domini .ru e .su nel marzo 2008. Il servizio di registrazione di domini nazionale RU-Center ha annunciato la creazione del milionesimo dominio .ru il 17 settembre 2007 (circa 200.000 di questi domini si ritiene siano "parcheggiati" da squatter).
Il 3 aprile 2008, il Russian Internet Forum (RIF-2008) è stato inaugurato dal presidente eletto della Russia Dmitrij Medvedev che ha detto nel discorso di apertura al forum che si stima Runet popolato da 40 milioni di utenti, pari al 28 per cento della popolazione. Egli ha anche affermato che i siti russi fanno 3 miliardi di $ di transazioni annuali e hanno 370 milioni di $ in introiti pubblicitari.